# 2cztery7
2cztery7 – polski zespół muzyczny, założony w 2001 roku. Wykonuje muzykę łączącą w sobie hip-hop, funk oraz soul.
Zadebiutował utworem „Cały czas” na wydanej w kolekcjonerskim nakładzie winylowej płycie Junoumi Records EP Vol.1, która mimo braku promocji zdobyła wielki rozgłos i uznanie. Następnie zespół zaliczył wiele gościnnych wystąpień u artystów takich jak: Płomień 81, Pezet-Noon, Flexxip, Onar & O$ka, Pih, Dizkret/Praktik, Eldo, DJ 600V, Małolat & Ajron, Fu.
W 2005 roku zespół, nakładem wytwórni EmbargoNagrania, wydał swoją pierwszą płytę Funk – dla smaku.
Na początku lipca 2007 roku w programie Player MTV w MTV Polska premierę miał nowy teledysk do utworu „Nie daj zrobić się w chuj”. Teledysk promował nową płytę Spaleni innym słońcem, która ukazała się 3 marca 2008, nakładem nowego wydawcy – firmy Fonografika.

## Dyskografia

### Albumy
| Rok                        | Dane do. albumu                                                                                              | Pozycja na liście |
| Rok                        | Dane do. albumu                                                                                              | POL               |
| -------------------------- | --- | ----------------- |
| 2005                       | Funk – dla smaku - Data: 28 kwietnia 2005 - Wydawca: EmbargoNagrania                                         | 20                |
| 2008                       | Spaleni innym słońcem - Data: 3 marca 2008 - Wydawca: Fonografika                                            | 27                |
| 2008                       | 2cztery7 & DJ Morowy prezentują: West Side Warsaw Mixtape - Data: 28 czerwca 2008 - Wydawca: brak (nielegal) | –                 |
| „–” album nie był notowany | |                   |

### Notowane utwory
| Rok  | Tytuł               | Pozycja na liście | Album            |
| Rok  | Tytuł               | 30 ton            | Album            |
| ---- | ------------------- | ----------------- | ---------------- |
| 2005 | „Dwa cztery siedem” | 14                | Funk – dla smaku |

### Inne
| Rok  | Utwór | Album                                             | Źródło |
| ---- | --- | ------------------------------------------------- | ------ |
| 2002 | „Cały czas” – 2cztery7, Samuraiz Crew                                                                                     | JuNouMi Records EP Vol.1 (kompilacja)             | [ 8 ]  |
| 2002 | „Pieprzyć szary beton” – 2cztery7, Pezet, Lerek                                                                           | JuNouMi Records EP Vol.2 (kompilacja)             | [ 9 ]  |
| 2002 | „Cały czas” – 2cztery7 | Klan CD#23 (kompilacja)                           | [ 10 ] |
| 2003 | „Żeby rap ten nie umarł” (gościnnie: 2cztery7)                                                                            | Wszystko co mogę mieć – Onar & O$ka               | [ 11 ] |
| 2003 | „Cały czas” – 2cztery7 „Jedno życie” – Dizkret, Pezet, 2cztery7                                                           | Konkret Presents (kompilacja)                     | [ 12 ] |
| 2003 | „Milion razy” (gościnnie: 2cztery7) „Dzień w dzień (Zrzuty)” (gościnnie: 2cztery7)                                        | Ten Typ Mes i Emil Blef – Fach – Flexxip          | [ 13 ] |
| 2003 | „Rap przemyt” – 2cztery7, Abel, Kaosloge, Onar                                                                            | JuNouMi Records EP vol.3 (kompilacja)             | [ 14 ] |
| 2004 | „Mamy to wszystko” (gościnnie: 2cztery7)                                                                                  | Żądło – Małolat & Ciech                           | [ 15 ] |
| 2004 | „Co słychać?” (gościnnie: Flexxip, 2cztery7)                                                                              | Style (operacja zrób to głośniej) – DJ 600V       | [ 16 ] |
| 2005 | „Nie potrzeba mi wiele” – 2cztery7, Emil Blef                                                                             | Czarny piątek vol.1 – Polski Beat (kompilacja)    | [ 17 ] |
| 2005 | „Takie panie” – 2cztery7 „Dwa cztery siedem” – 2cztery7 „Nie mogą nas rozdzielić” – 2cztery7 „Na co ci używki” – 2cztery7 | EmbargoNagrania: Muzyka miejska cz.1 (kompilacja) | [ 18 ] |
| 2005 | „G-Funk, jakbyś pytał” (gościnnie: 2cztery7)                                                                              | Alkopoligamia: zapiski typa – Ten Typ Mes         | [ 19 ] |
| 2006 | „Zmarnowane dni” / „Zyskane szanse” – 2cztery7                                                                            | Hiphopstacja 3 (kompilacja)                       | [ 20 ] |
| 2006 | „Świat wspak” – 2cztery7                                                                                                  | JuNouDet (kompilacja)                             | [ 21 ] |
| 2007 | „Pornogwiazdy” (gościnnie: 2cztery7)                                                                                      | Muzyka rozrywkowa – Pezet                         | [ 22 ] |
| 2007 | „Znasz mnie” – 2cztery7, Dizkret, Duże Pe, Emil Blef, Łona, Namaste, Pan Wankz                                            | 5 lat JuNouMi Records (kompilacja)                | [ 23 ] |
| 2008 | „Rozpoznaj” (gościnnie: 2cztery7)                                                                                         | Mixtape 4 – DJ Decks                              | [ 24 ] |
| 2009 | „Z krwi i kości” (gościnnie: 2cztery7)                                                                                    | Life After Deaf – Pjus                            | [ 25 ] |
| 2010 | „Nie mówię czasem” (gościnnie: 2cztery7)                                                                                  | Superextra – Wdowa                                | [ 26 ] |
| 2010 | „Głupie rzeczy” – 2cztery7                                                                                                | JuNouMi Records EP Vol.4 (kompilacja)             | [ 27 ] |
| 2010 | „Po prostu świeć!!!” (gościnnie: Wdowa, Numer Raz, 2cztery7)                                                              | Jeśli czujesz – Blow                              | [ 28 ] |
| 2014 | „Pierdolę Was, piję browar” (gościnnie: 2cztery7)                                                                         | Lecę, chwila, spadam – Kuba Knap                  | [ 29 ] |

## Teledyski
| Rok  | Tytuł                                          | Reżyseria/Realizacja | Album                 | Źródło |
| ---- | ---------------------------------------------- | -------------------- | --------------------- | ------ |
| 2005 | „Dwa cztery siedem”                            | Grupa 13             | Funk – dla smaku      | [ 30 ] |
| 2005 | „Na co Ci używki”                              | –                    | Funk – dla smaku      | [ 31 ] |
| 2007 | „Nie daj zrobić się w chuj”                    | Witek Michalak       | Spaleni innym słońcem | [ 32 ] |
| 2007 | „Nie daj się zrobić w chuj (remix SoDrumatic)” | Witek Michalak       | Spaleni innym słońcem | [ 33 ] |
| 2008 | „Złe nawyki”                                   | Witek Michalak       | Spaleni innym słońcem | [ 34 ] |

## Nagrody i wyróżnienia
| Rok  | Kategoria                                | Nagroda            | Uwagi      | Źródło |
| ---- | ---------------------------------------- | ------------------ | ---------- | ------ |
| 2006 | Polska Produkcja Roku (Funk – dla smaku) | Rapgra Awards 2005 | 4. miejsce | [ 35 ] |